# Osorkon el Vell
Osorkon el Vell (Akheperre Setepenre, Osochor a Manetó) fou el cinquè rei de la dinastia XXI d'Egipte i fou el primer faraó d'extracció líbia. Era fill de Shoshenq, el gran cap de la tribu líbia (amaziga) originària de Cirenaica dels mashawasha o abreujat en egipci com a Ma. La seva mare (esposa de Shoshenq) era Mehtenweskhet, que apareix amb el títol de reina mare en un document. El seu germà fou Nimlot I, gran cap dels mashawa, casat amb Tentshepeh, filla de Shoshenq, cap dels mashawasha i, per tant, oncle de Shoshenq I, fundador de la dinastia XXII d'Egipte.
La seva existència era dubtosa fins que Eric Young va establir el 1963 que hi havia un rei de nom Akheperre Setepenre esmentat en relació al sacerdot del temple Nespaneferhor a l'any 2 I Shemu dia 20', que consta al fragment 3B, linía 1-3 dels annals dels sacerdots de Karnak i que la seva inducció com a sacerdot va ser una generació abans de la inducció d'Hori, fill de Nespaneferhor, l'any 17 de Siamon, recordada als mateixos annals. Young assegura que Akheperre Setepenre fou el rei Osorkon, però això no fou acceptat immediatament, fins que el 1976-1977 Jean Yoyotte va advertir que un rei libi de nom Osorkon era el fill de Shoshenq i de Mehtenweshkhet, la qual era explícitament titulada "reina mare" en un document genealògic. Donat que cap dels altres reis de nom Osorkon tenia una mare de nom Mehtenweshkhet, això permetia concloure que Akheperre Setepenre era el Osochor de Manetó, la mare del qual fou efectivament Mehtenweshkhet, la qual fou també mare de Nimlot i, per tant, l'àvia de Shoshenq I.

## El temps d'Osorkon
D'acord amb la base del càlcul astronòmic de la data coneguda de l'any 2 lunar, Rolf Krauss ha demostrat que correspon al 990 aC i que la inducció com a sacerdot de Nespaneferhor havia estat dos anys abans, el 992 aC. El seu regnat és important perquè presagiava l'inici de la dinastia XXII. Hauria regnat (segons Manetó) durant sis anys i el va succeir Siamon, la filiació del qual no és gaire segura.